# Piotrówka (Opole)
Pour les articles homonymes, voir Piotrówka.
Piotrówka est une localité polonaise du gmina de Jemielnica, située dans le powiat de Strzelce en voïvodie d'Opole.